# Zahodnovišavski beli terier
Zahodnovišavski beli terier ali krajše Višavski terier je pasma psa, ki izvira s Škotske. 
Včasih so ga uporabljali za lov na zajce, glodavce in celo lisice.

## Opis
Videz višavca je zelo značilen. Glava je velika in okrogla, oči so velike, temno rjave in zelo živahne. Uhlji so pokončni in puhasto kosmati, kar daje glavi mehak in nežen videz. Gost kožuh je bele barve, dlaka pa je rahlo valovita. Nekateri višavci imajo na hrbtu dlake rahlo pšenične barve, kar pri razstavnih psih ni zaželeno. Kožuh je sestavljen iz dveh vrst dlake, iz mehke podlanke in vrhnje ostre dlake. Dlaka mu ne izpada, zato je potrebo psa redno krtačiti in redno trimati.
Višavski terier ima močan prsni koš in močne kosti za svojo velikost. Zobje so škarjasto razporejeni in precej veliki. Rep je raven in vedno ponosno dvignjen.
Visok je vsega 28 cm (merjeno v plečih) in tehta skromnih 10 kg, psičke pa še kak kilogram manj. Kljub temu so izjemno vzdržljivi psi, ki imajo srce večje od telesa. Po navadi se ne ustrašijo nikogar in so ob primerni vzgoji odlični čuvaji. Odlično se razumejo z otroki in starejšimi osebami, saj so izjemno potrpežljivi.
Višavski terierji se zelo navežejo na svoje lastnike, zato imajo včasih težave, kadar so sami doma. Priporočljivo je, da si lastnik omisli dva psa, ki si bosta delala družbo.

## Vzgoja in nega
Vzgoja malega višavca je lahko zapletena, saj je precej samosvoj. Ob nepazljivem ravnanju lahko simpatični kuža postane razvajen bevskač. Lastnik mora med odraščanjem vedno vztrajati pri pravilih, saj terierji na splošno radi izkoristijo vsako popuščanje. S primerno vzgojo postanejo višavci poslušni, a še vedno zelo samostojni psi, ki jemljejo lastnika bolj kot prijatelja. Višavski terier tako kot večina terierjev potrebuje veliko spanja. Okoli 13 ur dnevno prespi, večkrat na dan pa tudi zadremlje. So pa višavci izjemno živahni psi, ki imajo radi veliko gibanja, se pa tudi prilagodijo življenju v stanovanju.
Nega je preprosta, potrebno je krtačenje nekajkrat tedensko, da se odstranijo nečistoče iz kožuha. Striženje oziroma trimanje (krajšanje dlake z nožkom) je potrebno na vsaj tri mesece, saj dlaka ne odpada in nenehno raste. Pogosto kopanje ni priporočljivo, ker so višavci nagnjeni k alergijam in suhi koži. Dovolj je kopanje enkrat mesečno. Za kopanje je najbolje uporabiti nežne pasje šampone. Notranjost ušes je potrebno redno čistiti, drugače lahko pride do vnetij.

## Zgodovina
Višavski terier je potomec starih škotskih terierjev, ki so jih stoletja dolgo uporabljali za lov na glodavce in lisice. Njegova najbližja sorodnika med sodobnimi pasmami sta škotski in cairnski terier. Vzredili so ga na zahodu Škotske (od tod ime) in sicer s selekcijo belih mladičkov lokalnih terierjev. Za uradnega začetnika reje višavcev velja polkovnik Edward Donald Malcom, vodja klana Malcom/MacCallum s posestva Poltalloch. Zato so se višavci najprej imenovali Poltalloch terierji. Za vzrejo belih terierjev je navdušil tudi 8. vojvodo Argilskega, vodjo klana Campbell. Oba sta leta 1905 ustanovila in vodila prvi klub vzrediteljev višavskih terierjev, The West Highland White Terrier Club. Takrat je polkovnik Malcolm predlagal sedanje ime pasme. Kasneje so pri vzreji višavcev uporabili še druge pasme psov, poleg cairnskega terierja še bele mladiče škotskega terierja in Dandie Dinmont terierja. Cilj je bil ustvariti trpežnega malega belega terierja, ki ga je lahko ločiti od njegovega plena, saj se je kar nekajkrat zgodilo, da so lovci ustrelili svoje pse, ker so bili podobnih barv kot plen.
Višavski terier je postal izjemno priljubljen že v prvi polovici 20. stoletja, uporabili so ga tudi za znamko škotskega viskija Black&White (skupaj s škotskim terierjem). Prav tako je postal zelo priljubljen v ZDA.